# ROKS Gang Gam-chan
Le ROKS Gang Gam-chan (DDH-979) est un destroyer de la marine de la république de Corée, cinquième navire de la classe Chungmugong Yi Sun-sin. Il est nommé d’après Gang Gam-chan,.

## Conception
Le KDX-II fait partie d’un programme de construction beaucoup plus vaste visant à transformer la ROKN en une marine de haute mer. On dit qu’il s’agit du premier navire de combat majeur furtif de la ROKN et qu’il a été conçu pour augmenter considérablement les capacités de la ROKN.

## Carrière
Le ROKS Gang Gam-chan a été construit par Daewoo Shipbuilding & Marine Engineering, lancé le 16 mars 2006 et mis en service le 1er octobre 2007.
Le ROKS Gang Gam-chan a participé aux opérations de lutte contre la piraterie au large de la Somalie aux côtés de la Force navale de l’Union européenne (EU NAVFOR) le 26 mars 2014.
Le ROKS Gang Gam-chan a été envoyé en patrouille dans le golfe d'Aden le 13 août 2019. Il fait partie de l’unité Cheonghae anti-piraterie de la marine.

## Galerie

Galerie ROKS Gang Gam-chan
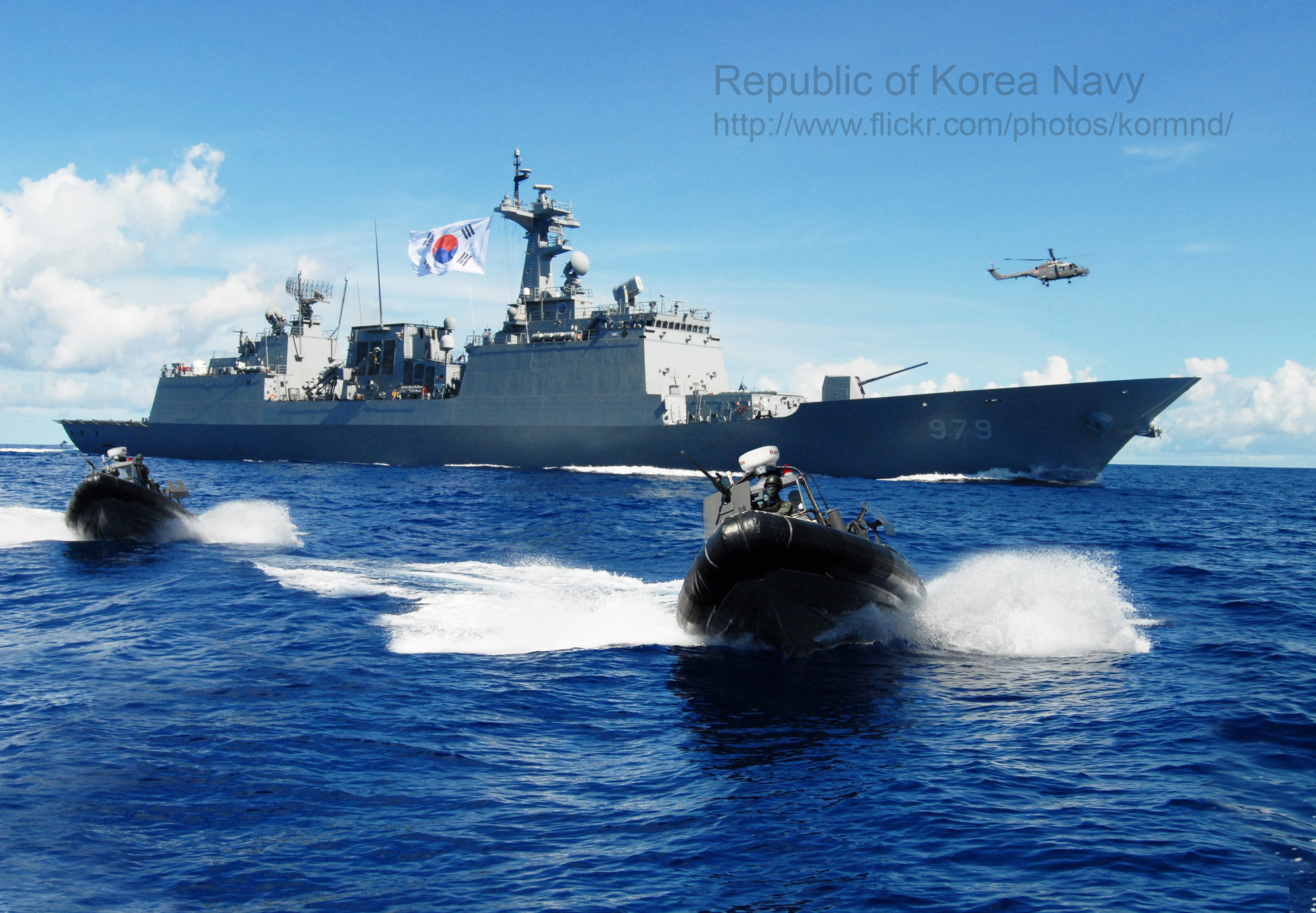
Le ROKS Gang Gam-chan dans l’unité Cheonghae.
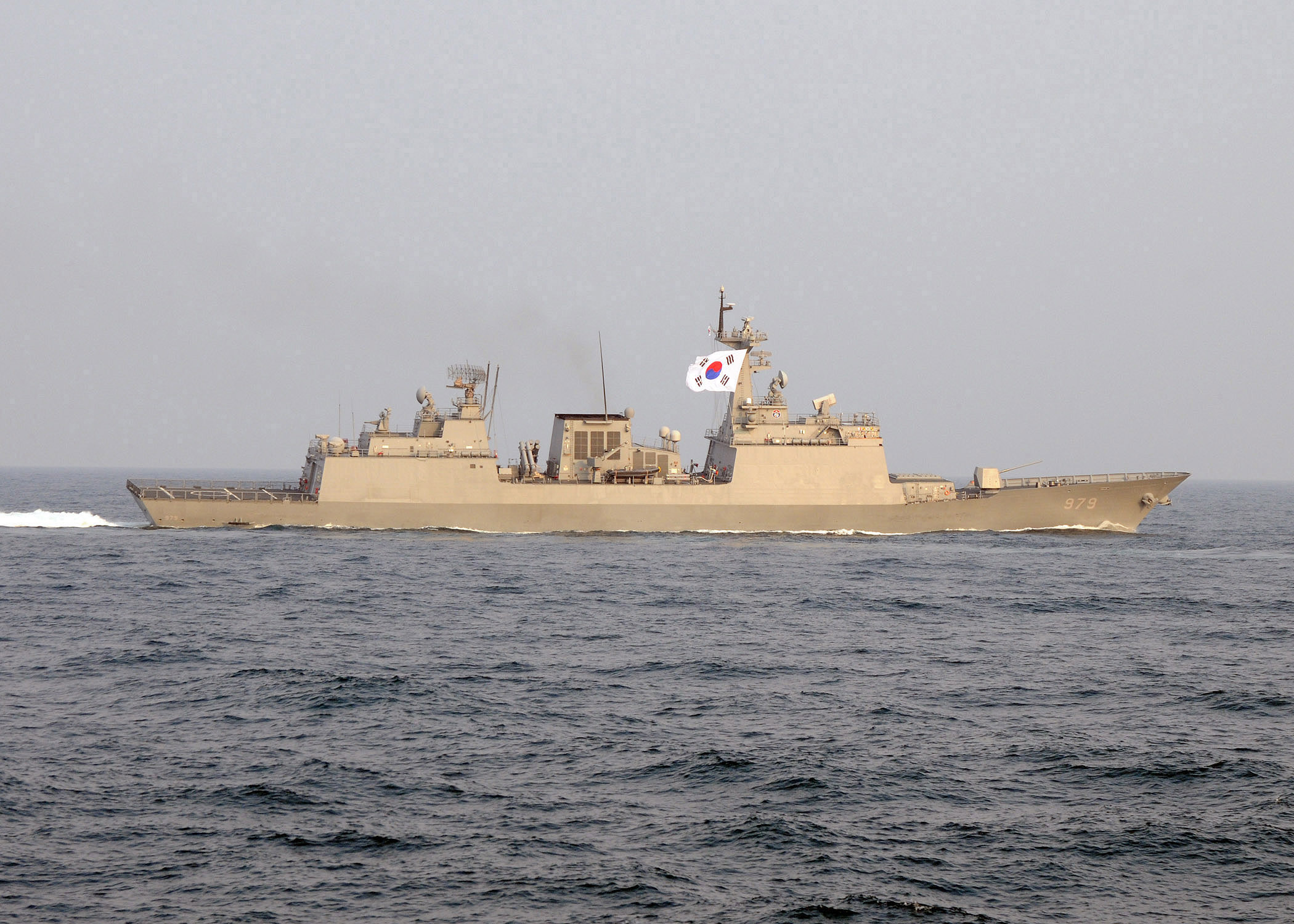
Le ROKS Gang Gam-chan en route dans l’océan Pacifique le 13 octobre 2009.
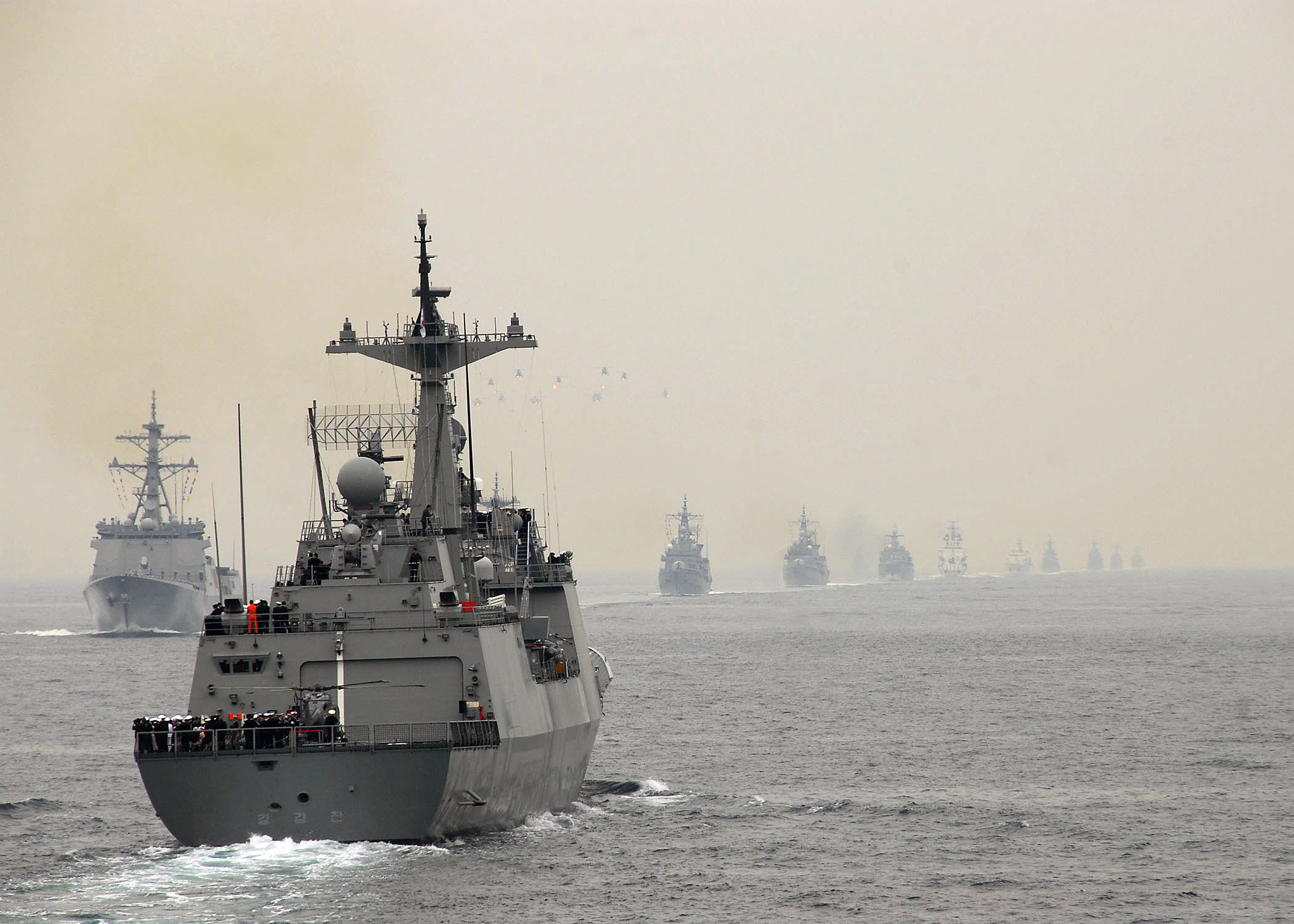
Le ROKS Gang Gam-chan le 7 octobre 2008 lors de la revue internationale de la flotte.
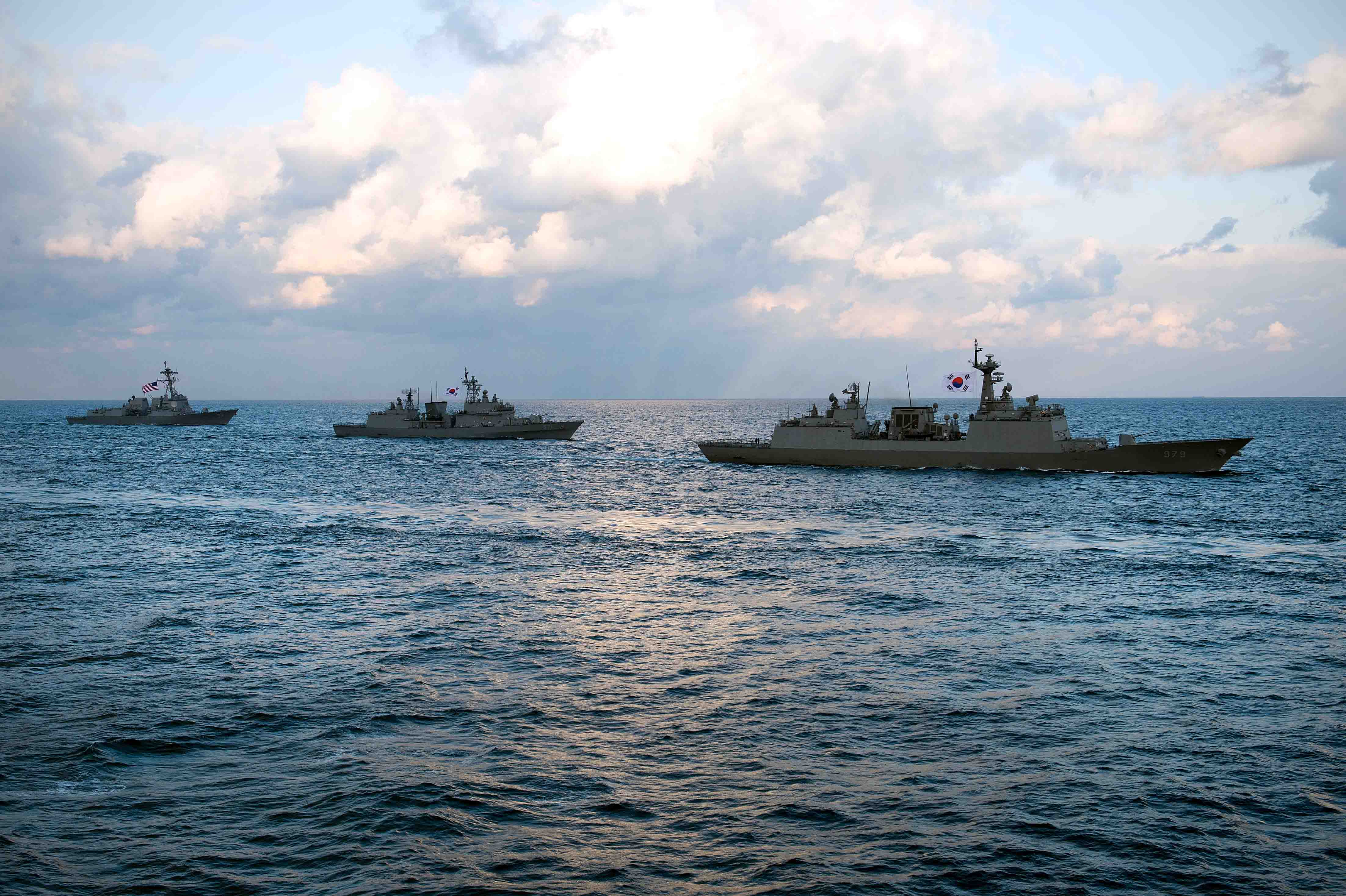
Le ROKS Gang Gam-chan, le ROKS Gwanggaeto le Grand (DDH-971) et l’USS Chung-Hoon en formation lors de Foal Eagle 2016 le 24 mars 2016.
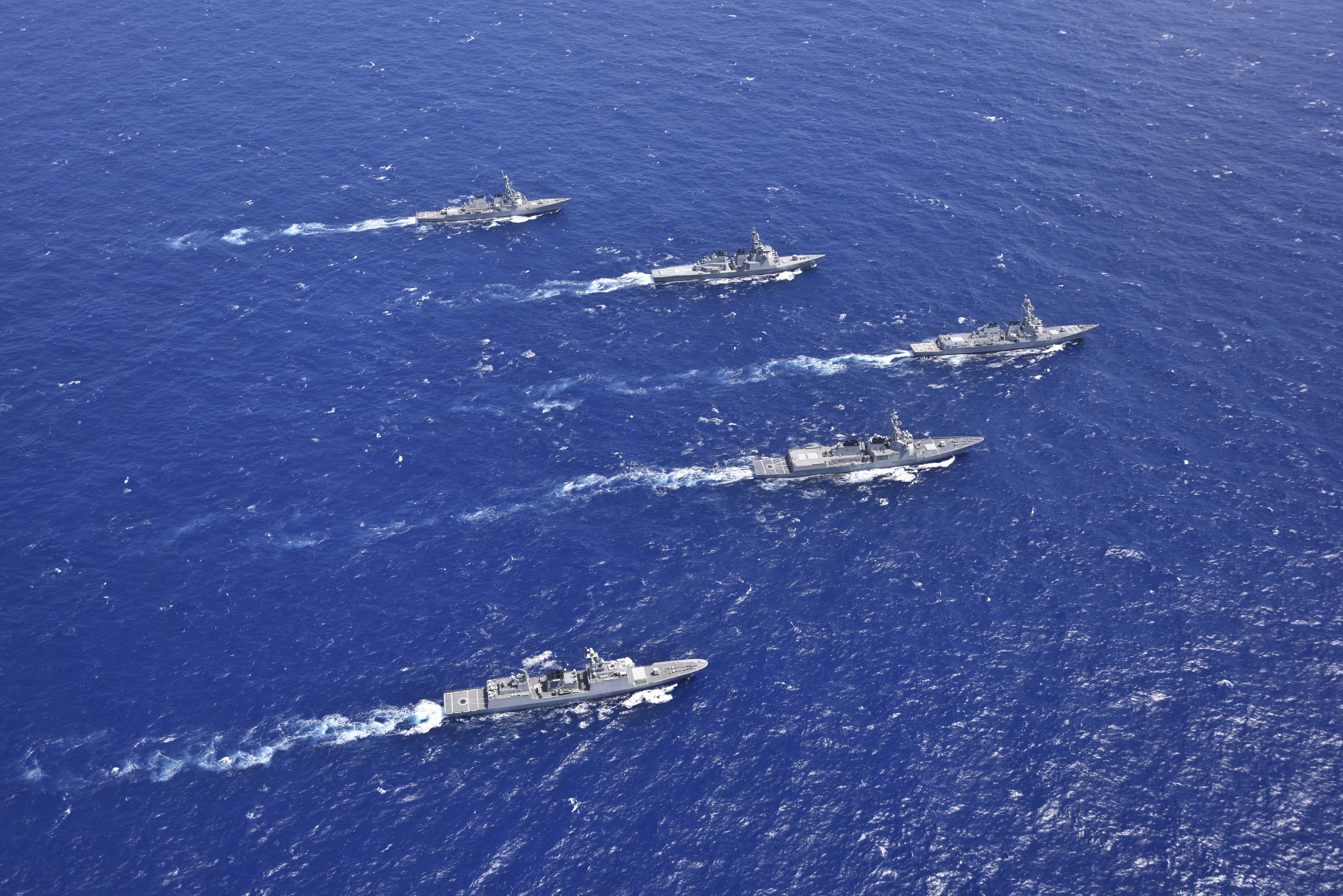
L’USS John Paul Jones (DDG-53), l’USS Shoup, le JDS Chōkai, le ROKS Sejong le Grand (DDG-991) et le ROKS Gang Gam Chan manœuvrent en formation lors de l’exercice Pacific Dragon 2016, le 25 juin 2016.